# Россия, большевизм и Версальская мирная конференция
«Россия, большевизм и Версальская мирная конференция» (англ. Russia, Bolshevism, and the Versailles Peace) — монография американского историка Джона М. Томпсона (1926—2017) о влиянии событий, происходивших в России, на деятельность Парижской мирной конференции 1919—1920 годов. Работа была впервые опубликована издательством Принстонского университета в 1966 году.

## Характеристика
Монография «Россия, большевизм и Версальская мирная конференция» американского историка Д. М. Томпсона в свете Версальского мирного договора 1919 года, завершившего Первую мировую войну, является первым основательным и глубоким опытом, рассматривающим такую сложную проблему, как «русский вопрос», без которого изучение той конференции является не полным. Исследование о России, большевизме и Версальском мире, изложенные в данной книге, явилось важным вкладом как в русскую науку, так и в историю западной дипломатии. Ввиду того, что англо-американская историография до сих пор уделяет этому вопросу не достаточно много внимания, монография и до нынешнего времени является редким исключением.

## Издания и переводы
- John M. Thompson. Russia, Bolshevism, and the Versailles peace :  [англ.]. — Princeton : Princeton University Press, 1966. — 429 p. — (Russian Institute studies). — OCLC 760455373.
  - John M. Thompson. Russia, Bolshevism, and the Versailles peace :  [англ.]. — Princeton : Princeton University Press, 2015. — 440 p. — (Princeton Legacy Library, Vol. 2346). — ISBN 978-0-691-62356-6. — ISBN 978-0-691-65020-3. — ISBN 978-1-4008-7888-8.